# Усініца
Усініца (ест. Usinitsa; місцева назва Уусініца, також Суури-Усініца, Сууре-Усеніца, Усеніца, Сууре-Уусініца, Суур-Усеніца, Усеніца-Сууре, Сууре-Усеніци, Уусені, Уусна, Усеніце) — село в Естонії, входить до складу волості Мікітамяе, повіту Пилвамаа.
| Естонія | Це незавершена стаття з географії Естонії. Ви можете допомогти проєкту, виправивши або дописавши її. |

1. ↑  http://metaweb.stat.ee/get_classificator_file.htm?id=4412334&siteLanguage=et
2. ↑  Land and Spatial Development Board — 1990.